# Pentadactylie

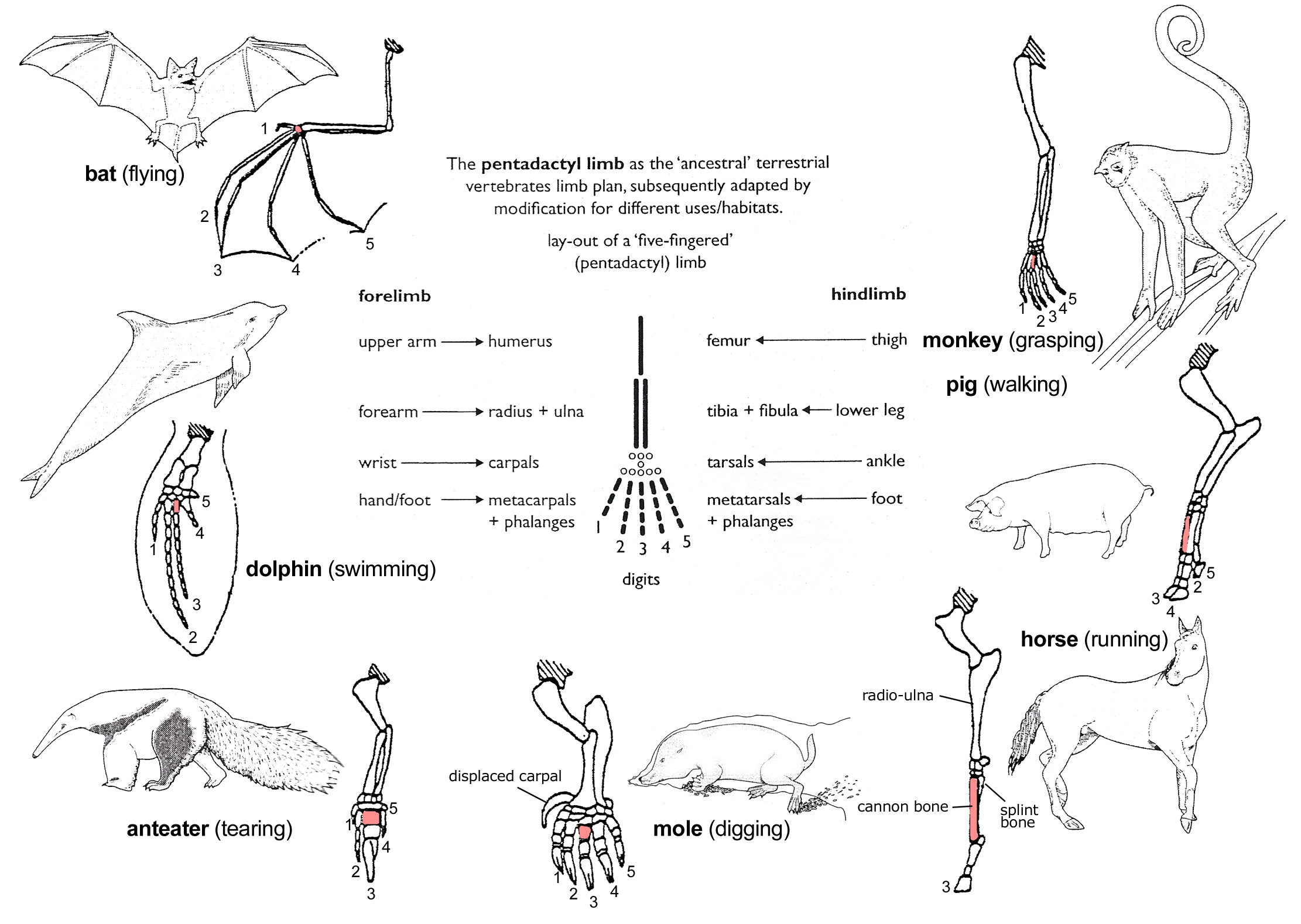
Évolution de la pentadactylie

Du grec penta : cinq, et dactyle : doigt, la pentadactylie désigne le fait de posséder cinq doigts (ou orteils) aux extrémités des membres.

## Évolution

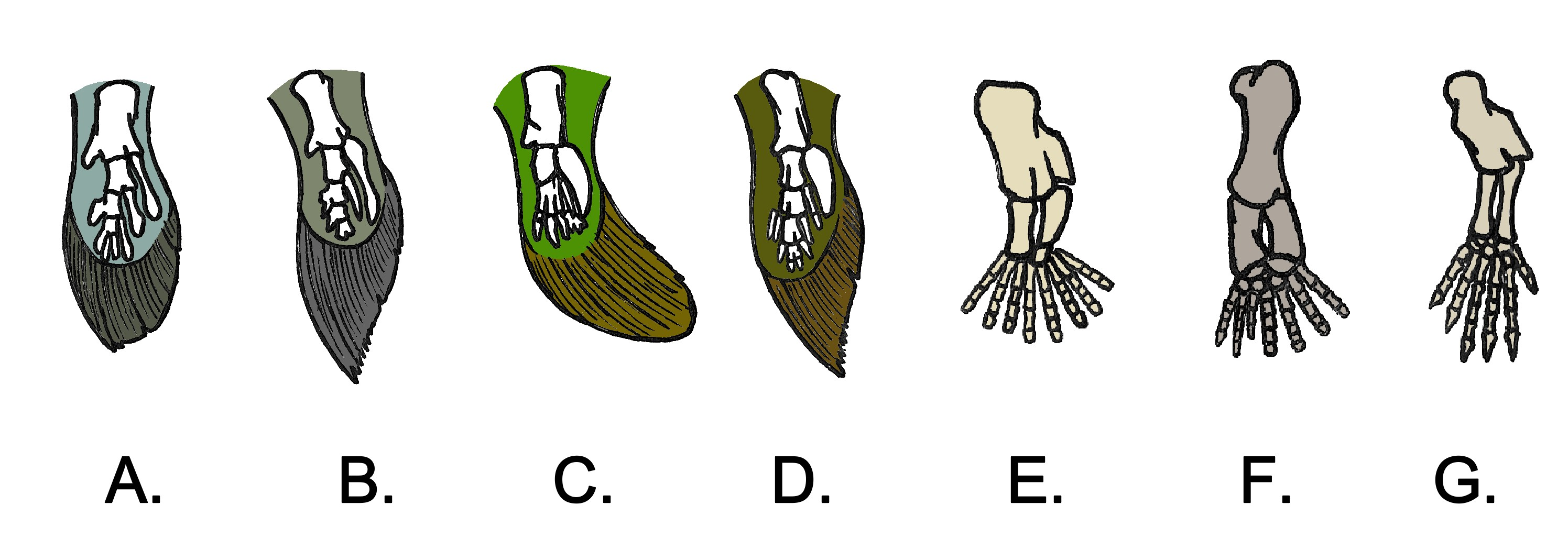
Évolution de la nageoire chez les sarcoptérygiens et du membre chiridien chez les tétrapodes : A. Eusthenopteron, B. Gogonasus, C. Panderichthys, D. Tiktaalik, E. Acanthostega, F. Ichthyostega, G. Tulerpeton.

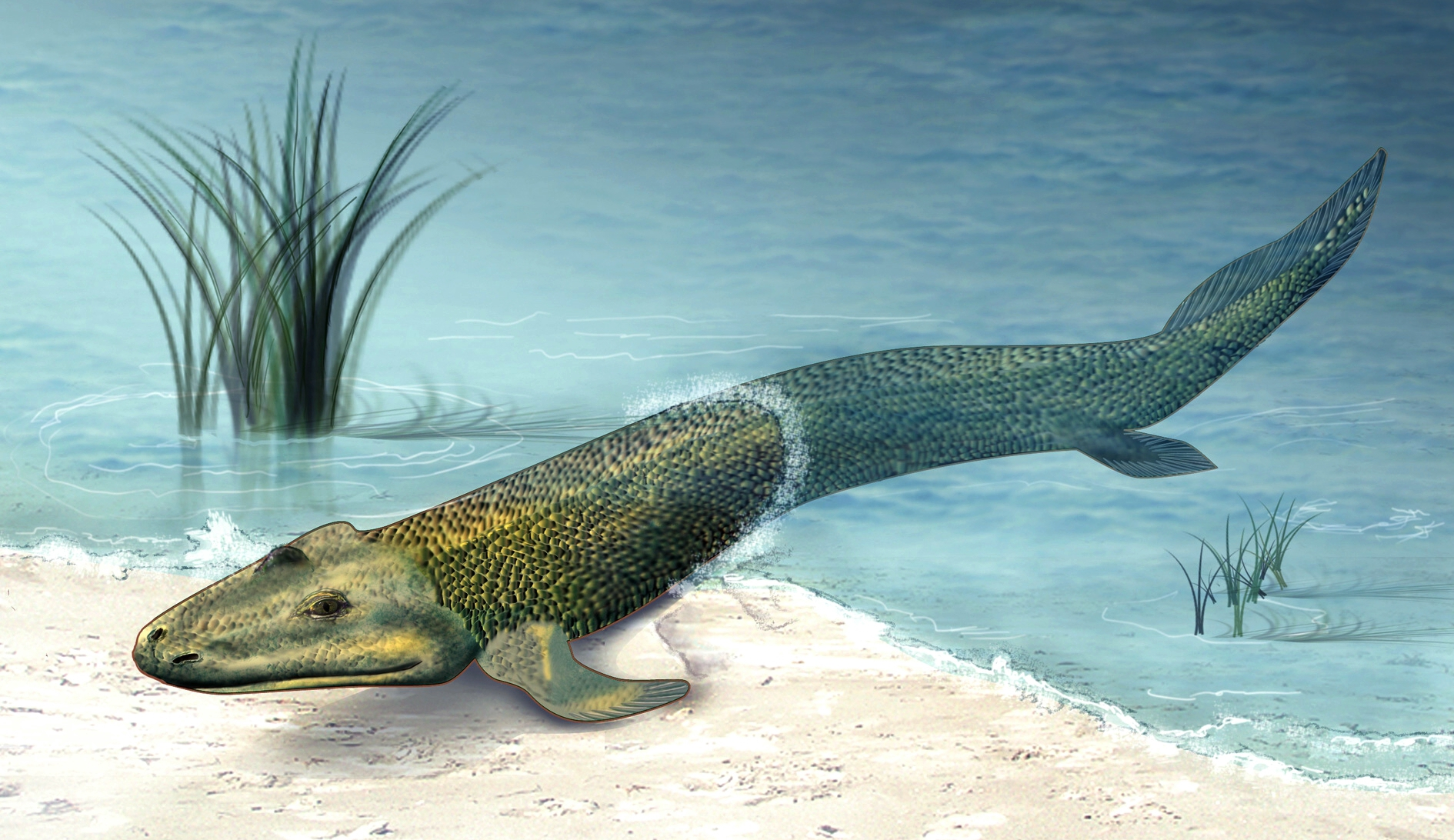
Tiktaalik roseae, vertébré à membre charnu sortant incomplètement des eaux. La nageoire pectorale possède un autopode endosquelettique bien développé, avec plusieurs séries d'os s'articulant distalement à l'ulna.

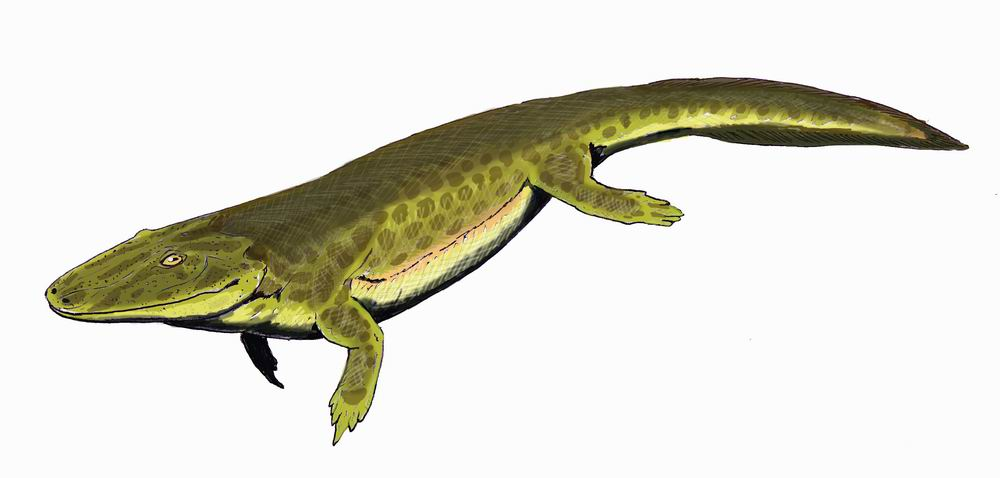
Tulerpeton est un tétrapode archaïque du Dévonien supérieur, qui possède six doigts à chacun de ses membres.

La pentadactylie des êtres humains est souvent considérée comme un caractère ancestral plésiomorphique issu du membre chiridien des tétrapodes du Dévonien (370 ma), membre dérivant originairement de la « nageoire » aux nombreux rayons (nageoire pectorale ou ventrale) des anciens poissons marins sarcoptérygiens.
Au Dévonien, il y a 360-408 millions d'années, les tétrapodes (par exemple Acanthostega) émergent des poissons et commencent la conquête de la terre ferme, en "inventant" la quadrupédie, mode de locomotion terrestre initial largement privilégié. Les membres des fossiles de tétrapodes aquatiques présentent une polydactylie à 8, 7, 6 ou doigts (Ichthyostega qui possède sept orteils et Tulerpeton six doigts) qui implique le gène hoxd13. L'explication de la pentadactylie actuelle en termes d'évolution est qu'elle est probablement issue d'un processus de stabilisation à partir d'un nombre de doigts plus grand, faisant intervenir le gène hoxa11. Les tétrapodes actuels descendent d'un ancêtre commun pentadactyle (nous ne descendons donc pas d'Acanthostega, qui avait huit doigts ou Ichthyostega qui en avait huit, le plus ancien fossile adapté à la locomotion terrestre et avec une pentadactylie fonctionnelle étant Pederpes), et, au cours de l'évolution, il a été plus facile d'introduire des variations sur le même thème que de reconstruire de novo des membres pour chaque usage : le membre pentadactyle a été "facilement" modifié durant l'évolution, s'adaptant par sélections successives aux besoins liés au mode de vie de l'espèce. Ainsi, la pentadactylie des mammifères n'est probablement que la « nécessité impérative d'une organisation précise de l'appareil urogénital (en), de notre tractus digestif ou de notre colonne vertébrale, puisque les mêmes gènes officient dans toutes ces structures. Il est donc vraisemblablement vain de disserter sur la valeur adaptative de la pentadactylie ».

## Médecine
En médecine, la pentadactylie désigne plus précisément une main ou un pied à cinq doigts, c'est-à-dire sans pouce (doigt ou orteil qui n'a ordinairement que deux phalanges chez l'humain), le cinquième doigt possédant trois phalanges comme les quatre autres. En ce cas, la pentadactylie ou triphalangie non opposable, souvent normo-axée, serait une duplication de l'index-délétion du pouce. Le doigt concerné est le plus radial, c'est un index ou un annulaire situé sur le même plan que les autres doigts. Le premier espace commissural est réduit et les muscles thénariens sont hypoplasiques ou absents. La mobilité est normale dans le secteur de flexion extension au niveau de la métacarpophalangienne et de l’interphalangienne de ce doigt. En revanche, il n’existe pas de réelle articulation carpo-métacarpienne et pas de mouvement d’opposition sur ce premier rayon radial. Le premier métacarpien est hypoplasique et sa plaque de croissance est à son extrémité distale comme un doigt long..
La pentadactylie est une pathologie rare, polymorphe dont la physiopathologie est mal comprise et difficile à classer dans le cadre des triphalangismes. L’analyse de la littérature ne retrouve que 35 cas indexés. Cette pathologie se transmet sur un mode autosomique dominant à pénétrance variable et elle peut être associée à des syndromes polymalformatifs. 
L’objectif du traitement dans la pentadactylie est de créer un premier rayon opposable à deux phalanges avec une première commissure d’aspect normal.

## Sources
- « Comment se construisent les doigts ? », Yann Hérault et Denis Duboule, La Recherche, n°305 - 01/1998.
- Anatomie générale, Vincent Delmas et associés, Éditions Masson, 2008.